# Casa Noguera
La Casa Noguera está ubicada en la Plaza del Ayuntamiento número 22 de la ciudad de Valencia (España). Se trata de un edificio residencial que data del año 1909, obra del arquitecto Francisco Mora Berenguer.

## Edificio
La manzana a la que pertenece este solar tiene su origen en la remodelación que se hizo en el "Barrio de Pescadores". Su estilo es el neogótico y el modernismo valenciano. Pertenece a la etapa neogótica del arquitecto, al igual que otros edificios que realizó en la misma época, inspirada en los monumentos más importantes del gótico valenciano en Valencia. En el edificio estaba ubicada la casa particular del arquitecto Francisco Mora Berenguer. 
Consta de planta baja, entresuelo y cuatro alturas. Destaca en la primera planta un gran mirador acristalado dividido por columnas con profusa ornamentación neogótica en la parte superior. En la segunda planta se observa una única terraza de grandes dimensiones, en la tercera planta tres balcones independientes con forja de hierro con detalles neogóticos y en la cuarta altura de nuevo un único y amplio balcón con la barandilla forjada en hierro como en la altura inferior.